# Right Back at It Again
Right Back at It Again è un singolo degli A Day to Remember, il primo estratto dal loro quinto album in studio Common Courtesy, pubblicato il 7 ottobre 2013.

## Video musicale
Il video ufficiale del brano, prodotto da Drew Russ, è stato pubblicato il 19 dicembre 2013. Realizzato con le tecniche del green screen e dello stop motion, fa numerosi riferimenti parodistici sia alla società contemporanea che agli A Day to Remember stessi. Nel video compare anche l'ex membro del gruppo e coautore del brano Tom Denney, nel ruolo del narratore che introduce e chiude il video musicale.

## Tracce
Testi di Jeremy McKinnon, musiche di Jeremy McKinnon, Tom Denney, Andrew Wade e Neil Westfall..
1. Right Back at It Again – 3:20

## Formazione
- Jeremy McKinnon – voce
- Kevin Skaff – chitarra solista, voce secondaria
- Neil Westfall – chitarra ritmica
- Joshua Woodard – basso
- Alex Shelnutt – batteria, percussioni

## Classifiche
| Classifica (2014)             | Posizione massima |
| ----------------------------- | ----------------- |
| Stati Uniti (alternative)     | 33                |
| Stati Uniti (mainstream rock) | 36                |